# Hellinsia aegyptiacus
Hellinsia aegyptiacus là một loài bướm đêm thuộc họ Pterophoridae. Nó được biết đến ở Ai Cập.